# 요나스 힐러
요나스 힐러(독일어: Jonas Hiller, 1982년 2월 12일~)는 스위스의 아이스하키 선수로 포지션은 골텐더이다. 스위스 내셔널리그에서 활동하다가 내셔널 하키 리그(NHL)의 애너하임 덕스와 캘거리 플레임스 소속으로 뛰었으며, NHL 통산 378경기 출전했다.
국제 대회에 스위스 아이스하키 국가대표팀의 일원으로 참가했으며, 올림픽에 3회(2010, 2014, 2018) 참가했다.